# Estádio Parque Amazonense
Estádio Parque Amazonense – nieistniejący już stadion piłkarski w Manaus, Amazonas, Brazylia. Na którym swoje mecze rozgrywał klub Associação Atlética Rodoviária.
Stadion został zburzony w 1976 roku.